# Pine Forest (Texas)
Pine Forest es una ciudad ubicada en el condado de Orange en el estado estadounidense de Texas. En el Censo de 2010 tenía una población de 487 habitantes y una densidad poblacional de 66,33 personas por km².

## Geografía
Pine Forest se encuentra ubicada en las coordenadas 30°10′30″N 94°2′7″O / 30.17500, -94.03528. Según la Oficina del Censo de los Estados Unidos, Pine Forest tiene una superficie total de 7.34 km², de la cual 7.29 km² corresponden a tierra firme y (0.67%) 0.05 km² es agua.

## Demografía
Según el censo de 2010, había 487 personas residiendo en Pine Forest. La densidad de población era de 66,33 hab./km². De los 487 habitantes, Pine Forest estaba compuesto por el 95.48% blancos, el 0.21% eran afroamericanos, el 1.44% eran amerindios, el 0% eran asiáticos, el 0% eran isleños del Pacífico, el 2.67% eran de otras razas y el 0.21% pertenecían a dos o más razas. Del total de la población el 5.34% eran hispanos o latinos de cualquier raza.